# Avioane Craiova IAR-93 Vultur
Avioane Craiova IAR-93 Vultur (Jastreb) je dvomotorni podzvočni reaktivni jurišnik, ki se lahko uporablja tudi kot prestreznik in izvidnik. Letalo sta skupaj razvili Romunija in Jugoslavija. Podjetje IAR je proizvajal romunska letala, ki so imela oznako IAR-93, SOKO pa jugoslovanska pod oznako Soko J-22 Orao. 

## Specifikacije(IAR-93B)
Podatki iz Avioane Craiova SA INCAS
Splošne karakteristike
- Posadka: 1
- Tovor: 2500 kg (5512 lb)
- Dolžina: 14,90 m (48 ft 10 in)
- Razpon kril: 9,30 m (30 ft 6 in)
- Višina: 4,52 m (14 ft 10 in)
- Površina kril: 26,0 m² (280 ft²)
- Aeroprofil: NACA 65A-008 (modificirana)
- Teža praznega letala: 5750 kg (12676 lb)
- Maks. vzletna teža: 10900 kg (22030 lb)
- Pogon letala: 2 × Turbomecanica/Orao-built Rolls-Royce Viper Mk 633-47 turboreaktivna motorja z dodatnim zgorevanjem
  - Potisk motorjev (suh): 17,79 kN (4000 lbf)  vsak
  - Potisk motorjev z dodatnim zgorevanjem: 22,24 kN (5000 lbf) vsak

 Zmogljivost 
- Maks. hitrost: 1089 km/h (680 mph)
- Potovalna hitrost: 1086 km/h (675 mph)
- Hitrost porušitve vzgona: 274 km/h (171 mph)
- Doseg: 1320 km (825 milj)
- Višina leta: 13600 m (44608 ft)
- Hitrost vzpenjanja: 3900 m/min (12800 ft/min)
- Obremenitev kril: 419,2 kg/m² (85,9 lb/ft²)

Oborožitev

- 2 x 23 mm Grjazev-Šipunov GŠ-23L dvocevni top, z 200 naboji
- Do 2500 kg (5511 lb) tovora na petih nosilcih
  - BM 500 bomba
  - BEM 250 bomba
  - BE 100 bomba
  - LPR 122 izstreljevalec raket
  - LPR 57 izstreljevalec raket
  - PRN 80 izstreljevalec raket
  - AA-2 Atoll / R-3S raketa zrak-zrak (licenčna proizvajana v Romuniji kot A-91) - samo na nekaterih IAR-93B
- only on the J-22
  - BL755 kasetna bomba
  - AGM-65 Maverick TV vodeno raketa zrak-zemlja
  - AS-7 Kerry / Kh-23 Grom raketa zrak-zemlja
  - AA-8 'Aphid' raketa zrak-zemlja

Letalska elektronika

- VHF/UHF radio
- Inercialna navigacija (Honeywell SGP500 twin-gyro v ORAO)
- Radarski višinomer
- ADF
- Radio kompas
- Identifikacija prijatelj ali sovražnik (samo IAR-93B)
- GEC-Marconi sistem z avtopilotom